# Vulgrin II d'Angoulême
Vulgrin II d’Angoulême, Taillefer ou Vulgrin Rudel (♰ 16 septembre 1140) était un seigneur du Moyen Âge qui fut comte d’Angoulême de 1120 à 1140. Vulgrin II d'Angoulême est le fils de Guillaume V Taillefer. Il est le grand-père des trois derniers comtes d'Angoulême : Vulgrin III (♰ 1181), Guillaume VII (v 1186) et Aymar II (♰ 1202).
Vulgrin II reprend Blaye au comte de Poitiers en 1127, et entreprend la  reconstruction du château en 1140, peu de temps avant de mourir. 

## Mariages et descendance
En premières noces il épousa Poncia de la Marche, fille de Roger III de Montgommery dit le Poitevin (♰ 1123) et d'Almodis (♰ 1129), comtesse de la Marche. Ils eurent :
- Guillaume VI Taillefer (♰ 1179) comte d’Angoulême.

En secondes noces, il épouse Amable de Châtellerault ; ils eurent :
- Foulques Ier, baron de Matha ;

- Geoffroi (ou Jaufré) dit Martel. Il fait le voyage de la Terre-Sainte, en 1180, avec Hugues VIII, seigneur de Lusignan, et met en fuite l’armée de Nouradin, devant Tripoli[3].